# Otto Wilhelm Sonder
Otto Wilhelm Sonder (1812–1881) fue un botánico y farmacéutico alemán, nacido en Holstein.
En 1835 se diploma en Farmacia. Y de 1841 a 1878 fue propietario de una farmacia en Hamburgo.
En 1846 recibe un doctorado honorario de la Universidad de Königsberg.
F coautor, con William Henry Harvey (1811-1866), de Flora Capensis (7 vol. en 11, 1859–1933).
En 1851 publica el tratado botánico Flora Hamburgensis.

## Honores

### Eponimia
Género botánico
- (Aizoaceae) Ottosonderia L.Bolus[1]

## Publicaciones
- Beiträge zur Flora von Südafrica 1850
- Flora Hamburgensis: Beschreibung der phanerogamischen Gewächse, welche in der Umgegend von Hamburg wild wachsen und häufig cultivirt werden 1851
- Die Algen des tropischen Australiens 1871
- William Henry Harvey, Otto Wilhelm Sonder, William T. Thiselton-Dyer Flora capensis: being a systematic description of the plants of the Cape colony, Caffraria, & Port Natal (and neighbouring territories) 1894
- La abreviatura «Sond.» se emplea para indicar a Otto Wilhelm Sonder como autoridad en la descripción y clasificación científica de los vegetales.[2]

## Fuente
Traducción de los Arts. en lengua inglesa y francesa de Wikipedia.
- Manuscritos del Herbario de Linneo